# Stenowithius parvulus
Espèce
Stenowithius parvulus est une espèce de pseudoscorpions de la famille des Withiidae.

## Distribution
Cette espèce est endémique de la province de l'Équateur au Congo-Kinshasa. Elle se rencontre vers Flandria.

## Publication originale
- Beier, 1954 : Pseudoscorpioniden aus dem Belgischen Congo. Annales du Musée du Congo Belge, Sciences Zoologiques, vol. 1, p. 132-139.